# Polythore gigantea
Polythore gigantea – gatunek ważki z rodziny Polythoridae. Występuje na terenie Ameryki Południowej.